# Summon Night: Swordcraft Story
Summon Night: Swordcraft Story (サモンナイト クラフトソード物語, Samon Naito Kurafutosōdo Monogatari) est un jeu vidéo de type action-RPG développé par Flight-Plan et sorti en 2003 sur Game Boy Advance.
Il a pour suite Summon Night: Swordcraft Story 2.

## Accueil
- Famitsu : 32/40[1]
- GameSpot : 7,4/10[2]